# Lagoa Bonita do Sul
Lagoa Bonita do Sul é um município brasileiro do estado do Rio Grande do Sul.

## História
Lagoa Bonita do Sul emancipou-se de Sobradinho em 1996. Em meados de 1950 chamava-se Lagoa da Raia, devido a uma cancha de carreira que que existia em uma lagoa, na propriedade de Eloi de Oliveira Brito. A cancha de carreira era ponto de encontro dos moradores da região, que apreciavam as corridas de cavalo. Devido a um grave acidente a cancha acabou sendo fechada e foi transformada em uma lavoura de arroz.

## Geografia
Lagoa Bonita está situada na região do Vale do Rio Pardo, fica a 596 metros acima do nível do mar, o clima é o subtropical úmido e em 2016 sua população foi estimada em 2839 habitantes.
A distância de Porto Alegre é de 225 km
Vias de acesso: BR-481, RS-347 e RS-400

## Trabalho e Rendimento
Em 2015, o salário médio mensal de sua população era de 2.0 salários mínimos. A proporção de pessoas ocupadas em trabalhos formais em relação à população total era de 8.1%.  Considerando domicílios que possuíam rendimentos mensais de até meio salário mínimo por pessoa, tinha 30.8% da população nessas condições.